# ꚝ
Cette page contient des caractères spéciaux ou non latins. S’ils s’affichent mal (▯, ?, etc.), consultez la page d’aide Unicode.
ꚝ, appelée signe mou en exposant, signe mou supérieur ou lettre modificative signe mou, est un symbole phonétique.
Il est formé de la lettre signe mou ‹ ь › mise en exposant.

## Utilisation
Le signe mou en exposant est parfois utilisé pour indiquer la palatalisation de la consonne qui le précède.
Aleksas Girdenis utilise le signe mou en expostant pour indiquer la prononciation faible d’une voyelle postérieure indéterminée, par exemple àk⁽ꚝ⁾s̑ pour la prononciation du mot lituanien aki̇́s dans le dialecte du nord de Panevėžys,.

## Représentations informatiques
La lettre modificative signe mou peut être représenté avec les caractères Unicode suivants (Cyrillique étendu-B) :
| formes       | représentations | chaînes de caractères | points de code | descriptions                            |
| ------------ | --------------- | --------------------- | -------------- | --------------------------------------- |
| modificative | ꚝ               | ꚝ                     | U+A69D         | lettre modificative minuscule signe mou |